# DREAM.8
OLYMPIA DREAM.8 ウェルター級グランプリ2009 開幕戦（オリンピア ドリーム・エイト ウェルターきゅうグランプリにせんきゅう かいまくせん）は、日本の総合格闘技イベント「DREAM」の大会の一つ。2009年4月5日、愛知県名古屋市の日本ガイシホールで開催された。

## 大会概要
ウェルター級（-76kg）グランプリのトーナメント1回戦4試合が行われ、桜井"マッハ"速人、ジェイソン・ハイ、マリウス・ザロムスキー、アンドレ・ガウヴァオンの4名が準決勝進出を決めた。
フェザー級（-63kg）グランプリのトーナメント1回戦残り1試合が行われ、DJ.taikiが2回戦進出を決めた。
なお、当初出場予定であったユン・ドンシクは怪我により大会2日前に欠場が発表され、代役として福田力が出場した。
CWFCヘビー級王者ジェフ・モンソン、DEEPウェルター級王者池本誠知がDREAMデビュー。 

## 試合結果
第1試合 ミドル級ワンマッチ（88kg契約） 1R10分、2R5分
○  柴田勝頼 vs.  ミノワマン ×
2R終了 判定3-0
第2試合 ミドル級ワンマッチ（86kg契約） 1R10分、2R5分
○  アンドリュース・ナカハラ vs.  大山峻護 ×
1R 2:00 TKO（レフェリーストップ：右フック→パウンド）
第3試合 ライト級ワンマッチ 1R10分、2R5分
○  ビトー・"シャオリン"・ヒベイロ vs.  永田克彦 ×
1R 7:58 TKO（ドクターストップ：右こめかみカット）
第4試合 ミドル級ワンマッチ（89kg契約） 1R10分、2R5分
○  福田力 vs.  ムリーロ・ニンジャ ×
2R終了 判定3-0
第5試合 ヘビー級ワンマッチ 1R10分、2R5分
○  ジェフ・モンソン vs.  セルゲイ・ハリトーノフ ×
1R 1:42 前方裸絞め（ノースサウスチョーク）
第6試合 フェザー級グランプリ 1回戦 1R10分、2R5分
○  DJ.taiki vs.  所英男 ×
2R終了 判定3-0
※DJ.taikiがグランプリ2回戦進出。
第7試合 ウェルター級グランプリ 1回戦 1R10分、2R5分
○  アンドレ・ガウヴァオン vs.  ジョン・アレッシオ ×
1R 7:34 腕ひしぎ十字固め
※ガウヴァオンがグランプリ準決勝進出。
第8試合 ウェルター級グランプリ 1回戦 1R10分、2R5分
○  マリウス・ザロムスキー vs.  池本誠知 ×
2R終了 判定3-0
※ザロムスキーがグランプリ準決勝進出。
第9試合 ウェルター級グランプリ 1回戦 1R10分、2R5分
○  ジェイソン・ハイ vs.  白井祐矢 ×
1R 0:59 チョークスリーパー
※ハイがグランプリ準決勝進出。
第10試合 ウェルター級グランプリ 1回戦 1R10分、2R5分
○  桜井"マッハ"速人 vs.  青木真也 ×
1R 0:27 KO（パウンド）
※桜井がグランプリ準決勝進出。